# إديث كلارك
إديث كلارك (بالإنجليزية: Edith Clarke) (و. 1883 – 1959 م) هي فيزيائية، ومهندسة، وأستاذة جامعية من الولايات المتحدة الأمريكية . ولدت في مقاطعة هاوارد (ماريلاند) .
توفيت في ماريلاند ، عن عمر يناهز 76 عاماً.

## التعليم
تعلمت في جامعة ويسكونسن-ماديسون، ومعهد ماساتشوست للتكنولوجيا، وكلية فاسار

## مناصب وهيئات
أدارت جامعة تكساس في أوستن.

## جوائز
حصلت على جوائز منها:
- Maryland Women's Hall of Fame [الإنجليزية]‏.